# جوزيف لويس
جوزيف لويس (بالإنجليزية: Joseph Lewis)‏ هو دراج أسترالي، ولد في 13 يناير 1989 في Gloucester, New South Wales ‏ في أستراليا.

## وصلات خارجية
- جوزيف لويس على موقع الاتحاد الدولي للدراجات (الإنجليزية)
- جوزيف لويس على موقع أرشيف الدراجات (الإنجليزية)
- جوزيف لويس على موقع إحصائيات الدراجات الإحترافية (الإنجليزية)
- جوزيف لويس على موقع نسبة الدراجات (الإنجليزية)